# Ken Frost
Ken Frost, född den 15 februari 1967 i Rødovre, Danmark, är en dansk tävlingscyklist som tog OS-brons i lagförföljelsen vid olympiska sommarspelen 1992 i Barcelona. Han är bror till tävlingscyklisten Dan Frost.